# Internet Encyclopedia of Philosophy
Internet Encyclopedia of Philosophy (IEP) är en fri online encyklopedi om filosofiska änmen och filosofer grundad av James Fieser 1995. Dess nuvarande redaktörer är James Fieser (Professor i filosofi vid University of Tennessee at Martin) och Bradley Dowden (Professor i filosofi California State University, Sacramento). Personalen innefattar också ett trettiotal redaktörer för skilda ämnesområden och ett antal frivilliga.